# 冯时 (天文考古学家)
冯时（1958年10月—），男，北京人，中国天文考古学家、古文字学家，中国社会科学院考古研究所研究员、学部委员。代表作《中国天文考古学》。